# Bud Holloway
George Edward „Bud“ Holloway III (* 1. März 1988 in Wapella, Saskatchewan) ist ein ehemaliger kanadischer Eishockeyspieler, der im Verlauf seiner aktiven Karriere zwischen 2004 und 2020 unter anderem 350 Spiele für den Skellefteå AIK in der Elitserien bzw. Svenska Hockeyligan (SHL) auf der Position des rechten Flügelstürmers bestritten hat. Mit dem Skellefteå AIK gewann Holloway in den Jahren 2013 und 2014 jeweils die schwedische Meisterschaft. Darüber hinaus absolvierte er eine Partie für die Canadiens de Montréal in der National Hockey League (NHL).

## Karriere
Holloway begann seine Karriere bei den Seattle Thunderbirds in der Western Hockey League (WHL), für die er ab der Saison 2004/05 regelmäßig zum Einsatz kam. Beim NHL Entry Draft 2006 wurde Holloway in der dritten Runde an insgesamt 86. Position von den Los Angeles Kings aus der National Hockey League (NHL) ausgewählt. Anschließend absolvierte der Offensivakteur noch zwei weitere Spielzeiten für die Thunderbirds in der WHL. Am 24. April 2008 unterschrieb Holloway einen dreijährigen Einstiegsvertrag bei den Los Angeles Kings.
In den folgenden drei Jahren absolvierte der Flügelstürmer jedoch kein Spiel für die Kings in der NHL, sondern kam hauptsächlich für deren Farmteam Manchester Monarchs in der American Hockey League (AHL) zum Einsatz. Im Sommer 2011 lehnte Bud Holloway ein Vertragsangebot der Los Angeles Kings ab und unterschrieb stattdessen einen Einjahresvertrag beim Skellefteå AIK aus der schwedischen Elitserien. In der Spielzeit 2011/12 wurde er mit seinem neuen Team Vizemeister, nachdem Skellefteå die Playoff-Finalserie gegen Brynäs IF verloren hatte. Anschließend einigten Skellefteå und Holloway, der in den Playoffs Topscorer gewesen war, sich auf eine Vertragsverlängerung um ein Jahr. In der Saison 2012/13 erzielte Holloway in 55 Spielen 71 Scorerpunkte und war damit erfolgreichster Scorer der Liga-Hauptrunde. Zusätzlich wurde er als wertvollster Spieler mit dem Guldhjälmen ausgezeichnet. In den Playoffs 2013 erreichte er mit Skellefteå das Meisterschaftsfinale und setzte sich dort gegen den Luleå HF durch. Anschließend wurde sein Vertrag um ein weiteres Jahr verlängert.
Im Mai 2014 unterzeichnete der Kanadier einen Zweijahresvertrag beim SC Bern aus der Schweizer National League A (NLA). Allerdings kehrte er bereits im Juli 2015 nach Nordamerika zurück, als er einen Einjahresvertrag bei den Canadiens de Montréal unterzeichnete. Diese gaben ihn im Rahmen der Saisonvorbereitung an ihr Farmteam, die St. John’s IceCaps, in die American Hockey League (AHL) ab. Während der Spielzeit gab er sein NHL-Debüt, jedoch blieb es bei einem einzigen Einsatz in der höchsten Spielklasse Nordamerikas. Daher kehrte er nach Saisonende nach Europa zurück und unterschrieb einen Zweijahresvertrag beim HK ZSKA Moskau aus der Kontinentalen Hockey-Liga (KHL). Diesen Vertrag löste der ZSKA allerdings bereits im November 2016 auf, sodass Holloway nach Schweden zu Skellefteå AIK zurückkehrte. Dort war er den Rest des Spieljahres sowie die beiden folgenden aktiv und wurde mit dem Team im Frühjahr 2018 abermalig Vizemeister. Die Saison 2019/20 verbrachte der Flügelspieler beim österreichischen Klub EC Red Bull Salzburg in der Erste Bank Eishockey Liga (EBEL). Anschließend beendete der 32-Jährige seine Profikarriere und war danach nur noch im kanadischen Amateurbereich aktiv.

### International
Mit der kanadischen U17-Auswahl der westlichen Provinzen nahm Holloway an der World U-17 Hockey Challenge 2005 teil, die die Mannschaft um Jonathan Toews mit dem Gewinn der Goldmedaille abschloss. In sechs Turnierspielen blieb der Stürmer dabei punktlos.

## Erfolge und Auszeichnungen
| - 2012 Schwedischer Vizemeister mit dem Skellefteå AIK - 2012 Topscorer der Elitserien-Playoffs - 2012 Bester Vorlagengeber der Elitserien-Playoffs - 2013 Schwedischer Meister mit dem Skellefteå AIK - 2013 Topscorer der Elitserien-Hauptrunde | - 2013 Bester Vorlagengeber der Elitserien-Hauptrunde - 2013 Guldhjälmen - 2014 Schwedischer Meister mit dem Skellefteå AIK - 2015 Schweizer Cupsieger mit dem SC Bern - 2018 Schwedischer Vizemeister mit dem Skellefteå AIK |

### International
- 2005 Goldmedaille bei der World U-17 Hockey Challenge

## Karrierestatistik

### International
Vertrat Kanada bei:
- World U-17 Hockey Challenge 2005

(Legende zur Spielerstatistik: Sp oder GP = absolvierte Spiele; T oder G = erzielte Tore; V oder A = erzielte Assists; Pkt oder Pts = erzielte Scorerpunkte; SM oder PIM = erhaltene Strafminuten; +/− = Plus/Minus-Bilanz; PP = erzielte Überzahltore; SH = erzielte Unterzahltore; GW = erzielte Siegtore; 1 Play-downs/Relegation; Kursiv: Statistik nicht vollständig)